# Сете-Сидадес (национальный парк)
Сете-Сидадес (порт. Parque Nacional de Sete Cidades) — национальный парк в Бразилии, в штате Пиауи.

## Описание
Национальный парк Сете-Сидадес располагается в штате Пиауи, в муниципалитетах Бразилейра и Пиракурука. Он занимает площадь 63,03 км² (6303,64 га), входя в состав более обширного природоохранного ландшафта Серра-да-Ибиапаба площадью 16 284 км². Создан указом 50.744 от 8 июня 1961 года президента Жаниу Куадруса, отнесён к категории МСОП II (национальный парк). Управляющий орган — Институт по сохранению биоразнообразия имени Чико Мендеса. Цель создания парка — сохранение природных экосистем большой экологической значимости и красоты, геологических формаций и водных ресурсов, поддержка научных исследований, экологического образования и экологического туризма.
Главными достопримечательностями парка являются геологические памятники и доисторические наскальные рисунки и надписи.

## Биоразнообразие
Тип растительности в Сете-Сидадес — засухоустойчивые саванные леса и переходные зоны между саванной, засушливой саванной и сезонными лесами. В парке обитают такие редкие животные как оцелот (Leopardus pardalis) и пума (Puma concolor).